# クヤホガバレー国立公園

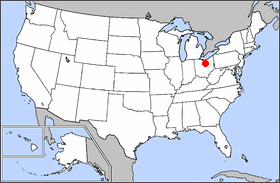
クヤホガ・バレー国立公園の位置

クヤホガ・バレー国立公園（クヤホガバレーこくりつこうえん、Cuyahoga Valley National Park）は、オハイオ州北東部アクロンとクリーヴランドの間のクヤホガ川沿いの田園風景を保護している。51平方マイル(134平方キロメートル)の公園は、オハイオ州で唯一つの国立公園である。「クヤホガ」は、モホーク語で「曲がりくねった川」を意味する。多くの観光客は、かつて308マイル（496キロメートル）のオハイオ・エリー運河 (Ohio and Erie Canal) の延長であった、20マイル（30キロメートル）のトーパス・トレイル (Towpath Trail) 沿いの砕かれた石灰石上をハイキングやサイクリングをして過ごす。
公園では、現代的な関心を持つ訪問者向けに美術展覧会、野外コンサート、眺めの良い鉄道ツアーが行われる一方、19世紀と20世紀初期の地球に優しい農業が見られる。公園には、連邦政府が保有していない場所がある。例えば、サミット郡のメトロ・パーク制度によるいくつかの公園、クリーブランド管弦楽団が夏に公演を行うブロッサム・ミュージック・センター、ヘイル・ファーム＆ビレッジがそうである。1980年代の半ばには、公園でナショナル・フォーク・フェスティバル (National Folk Festival) が開かれた。
滝、なだらかに起伏する丘、ゆったり曲がりくねって流れる川の風景が多くの観光客を惹きつける。公園のいたるところで、急な狭い峡谷、なだらかに起伏する氾濫原、青々と茂った農地が互いに対照をなしている。また、多くの動物が棲んでいる。

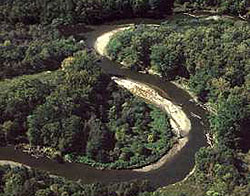
クヤホガ川

## 管理の歴史

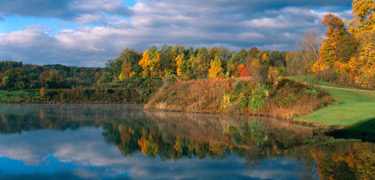
クヤホガ・バレー国立公園の秋

当初は1974年12月27日に国立レクリエーション・エリアとして設立されたが、2000年10月11日に米国議会によって国立公園に再指定された。国立公園局 (National Park Service) の管理下にある。ビーチウッド (オハイオ州) (Beachwood) のデヴィッド・バーガー国立記念碑 (David Berger National Memorial) は、クヤホガ・バレー国立公園の管理下にある。
公園の一部は実際に再生自動車の廃品置場となっている。長期にわたる浄化運動が実り、現在多くのビーバーがこの地域に住んでいる。

## 参照
- The National Parks: Index 2001–2003. Washington: 米国内務省